# Ставніцер Андрій Олексійович
Ставніцер Андрій Олексійович (нар. 19 червня 1982 року в Тирниаузі, Кабардино-Балкарія, РСФСР, СРСР) — український підприємець, співвласник і директор порту TIS, співвласник терміналу Neptune (спільне підприємство з американською корпорацією Cargill). Засновник і партнер інвестиційної компанії SD Capital. Співвласник буксирного оператора P&O Maritime.

## Життєпис
Народився у сім'ї альпініста, підприємця та засновника порту ТІС Олексія Ставніцера. Закінчив школу в Одесі.
У 1997—1999 роках навчався в коледжі Герроу Хауз, Велика Британія, за спеціальністю «комерція».
У 1999 закінчив Інститут Монтана, Цуг, у Швейцарії, за фахом «міжнародний бізнес».
У 2001 році отримав ступінь Executive MBA у Французькому інституті HCMS у Москві.
Із 2001 працював помічником головного диспетчера в компанії свого батька, ТІС, у порту «Південний».
2007 — призначений генеральним директором ТІС. Акціонер компанії, створеної 1994 року батьком Олексієм Михайловичем Ставніцером (1942-2011). Володів частками у терміналах ТІС-Руда, ТІС-Вугілля, ТІС-Контейнерний термінал, компаніях ТІС-14 причал, ТІС-15 причал, ТІС-Інфраструктура, а також у компанії «МВ Карго», яка спільно з корпорацією Cargill будувала зерновий термінал у порту «Південний».
З 2010 року — директор Міжнародної асоціації портів та гаваней від України.
У 2012 році закінчив ОНМУ за спеціальністю «менеджмент організації та адміністрування», із відзнакою.
У 2014 році отримав від канцлера Австрії екзекватуру Почесний консул Австрійської Республіки в Одесі. Консульський округ включає Одесу і Одеську область.
У 2016 році підписав з американською продовольчою компанією Cargill угоду про спільне будівництво зернового терміналу Neptune. Загальна сума інвестицій у проект становила $150 млн, у фінансуванні брали участь Європейський банк реконструкції та розвитку, а також Міжнародна фінансова корпорація. З 2018 року термінал почав працювати, забезпечуючи доступ продукції українських фермерів на найбільші світові ринки збуту.
2017 — призначений членом Наглядової ради The Aspen Institute Kyiv.
У 2018 році придбав невелику буксирну компанію LB Shipping, яку розвинув і пізніше продав частку 51 % глобальному оператору P&O Maritime. Після злиття компанія змінила бренд на P&O Maritime Ukraine, єдиного міжнародного буксирного оператора в Україні.
2020 року 51 % акцій в одному з терміналів ТІС придбала компанія DP World, міжнародний оператор контейнерних перевезень зі штаб-квартирою в Дубаї. Угода, реалізована інвестиційною компанією SD Capital, визнана найбільшою M&A за підсумками 2020 року в Україні.
Після угоди термінал змінив бренд на DP World TIS Pivdennyi. Андрій Ставніцер залишився акціонером компании.
У березні 2020 року на прохання Президента України Зеленського очолив волонтерський Штаб із запобігання розповсюдженню COVID-19 в Одеській області. За три місяці роботи штаб відзвітував про зібрані 135 млн грн.
2021 року в інтерв'ю журналу Forbes Україна заявив, що після 13 років на посаді СЕО ТІС пішов від операційного управління своїм бізнесом, залишаючись акціонером та зберігаючи за собою місце у наглядовій раді ТІС. Спільно з Філіпом Грушком, багаторічним директором розвитку ТІС, а згодом — членом Наглядової ради ТІС, Андрій Ставніцер розвиває інвестиційну компанію SD Capital. Заявлено, що пріоритетом компанії стануть проекти у сферах Health Tech та Food Tech.
У лютому 2022 року, під час повномасштабного вторгнення Росії до України, започаткував гуманітарну ініціативу www.helpukraine.center у Польщі.
5 березня 2022 року російські війська зайняли його будинок в Березівці Київської області і використовували його як артилерійську позицію. Згодом Ставніцер зв'язався з українськими військовими, щоб дати дозвіл на напад на його власний будинок, щоб знищити російську військову техніку, яка там була.
Член Наглядової ради Єврейської Конфедерації України, організації, яка входить до Світового Єврейського Конгресу.
Член Ради з питань підтримки підприємництва — консультативно-дорадчого органу при Президентові України (з 27 червня 2025).

## Благодійна діяльність
Є волонтером Центру соціальних інновацій «Impact Hub Odessa», серед реалізованих проектів таксі «Турбота» — міське таксі для людей з обмеженими можливостями.
У серпні 2017 року заснував в Одесі благодійний проєкт «Час жити», що опікується людьми похилого віку, спрямований на турботу і організацію дозвілля літніх людей.

## Нагороди
- 2014 — Людина року на водному транспорті, Національний морський рейтинг[41].
- 2017 — Увійшов у першу п'ятірку рейтингу українських бізнесменів, які можуть слугувати зразком для наслідування, складеного Bendukidze Free Market Center[42].
- 2017 — Лауреат премії Люди Нового Времени[43].
- 2018 — Увійшов до десятки рейтингу «ТОП-300 найкращих топ-менеджерів України» порталу «Delo.ua»[44].
- 2018 — Увійшов до ТОП-100 найвпливовіших людей України згідно з рейтингом журналу «Новое Время»[45].
- 2019 — Увійшов в ТОП-30 найвпливовіших одеситів за версією журналу «Новое Время»[46].
- 2021 — Увійшов в ТОП-100 найбагатших українців за версією журналу Forbes з капіталом в 215 млн доларів[47].

## Сім'я
Одружений, має чотирьох дітей.
Батько — Олексій Михайлович Ставніцер.
Брат — Єгор Олексійович Гребенніков.
Дружина — Діана Ставніцер  — організатор благодійного проекту «Vintage Charity Market» в Одесі.